# جيمس ليندغرين
جيمس ليندغرين (بالإنجليزية: James Lindgren)‏ هو كاتب أمريكي، ولد في 1952.